# West Texas LPG (трубопровід для ЗВГ)
West Texas LPG (трубопровід для ЗВГ) — трубопровідна система у Техасі, котра доправляє зріджені вуглеводневі гази (ЗВГ) до найбільшого в світі центру фракціонування Монт-Белв'ю.
Система здійснює транспортування суміші ЗВГ з більш ніж трьох десятків газопереробних заводів, розташованих у численних округах на заході, у центрі та на сході штату. Окрім ГПЗ, вона здатна отримувати ЗВГ із трубопроводу Панола, з'єднання з яким облаштоване на сході штату в окрузі Анджеліна.
В свою чергу, станом на кінець 2010-х із West Texas LPG зріджені гази можуть передаватись до чотирьох інших трубопроводів, з якими облаштовано п'ять інтерконекторів у західному Техасі:
- Lone Star (інтерконектор у окрузі Мартін);
- Grand Prix (округ Крейн);
- EZ pipeline (округ Аптон).
- Sand Hills (у округах Ендрюс та Мідленд).
При цьому перші дві системи також прямують до Монт-Белв'ю, EZ pipeline живить фракціонатор у Свіні, а Sand Hills має здатність постачати суміш ЗВГ до обох названих пунктів.
З урахуванням стрімкого нарощування видобутку зріджених газів внаслідок сланцевої революції у другій половині 2010-х років започаткували кілька проектів з розширення системи. Так, 2018-го стало до ладу бічне відгалуження завдовжки 120 миль до басейну Делавер (західна частина басейну Перміан), здатне подавати 110 тисяч барелів на добу. Одночасно з цим пропускну здатність головної лінії збільшили на 40 тисяч барелів. В результаті загальна довжина системи досягла 2849 миль, а пропускна здатність — 285 тисяч барелів на добу.
Наразі також ведуться роботи зі збільшення пропускної здатності головної лінії на 80 тисяч барелів, що потребуватиме встановлення чотирьох додаткових насосних станцій. Також планується облаштувати інтерконнектор на сході Техасу з новим трубопроводом Arbuckle II. Завершення цього проекту заплановане на 2020 рік.